# Tipula (Eumicrotipula) andina
Tipula (Eumicrotipula) andina is een tweevleugelige uit de familie langpootmuggen (Tipulidae). De soort komt voor in het Neotropisch gebied.